# Bouchain (aéronautique)
Pour les articles homonymes, voir Bouchain.

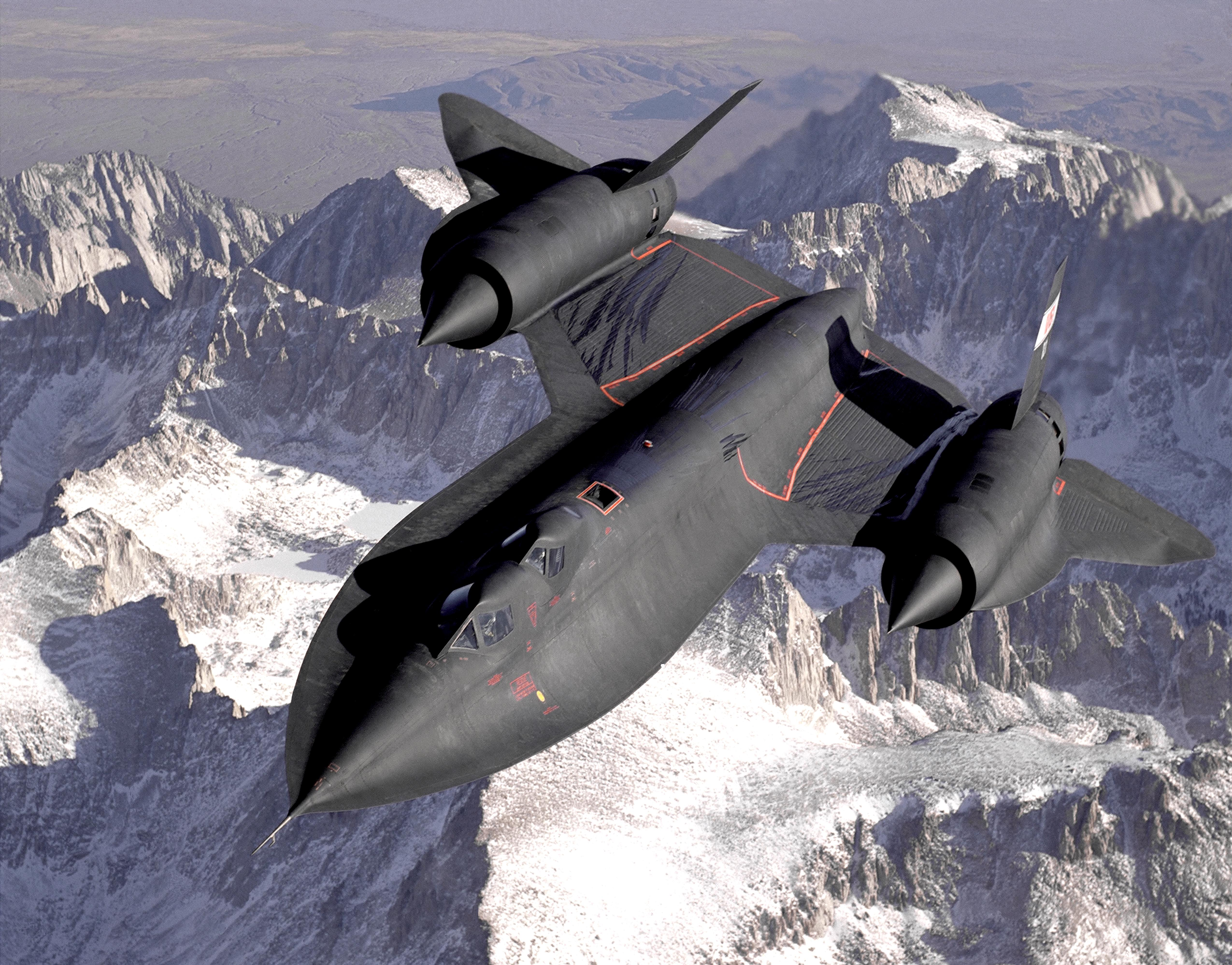
Fuselage avec bouchains d'un SR-71 Blackbird.

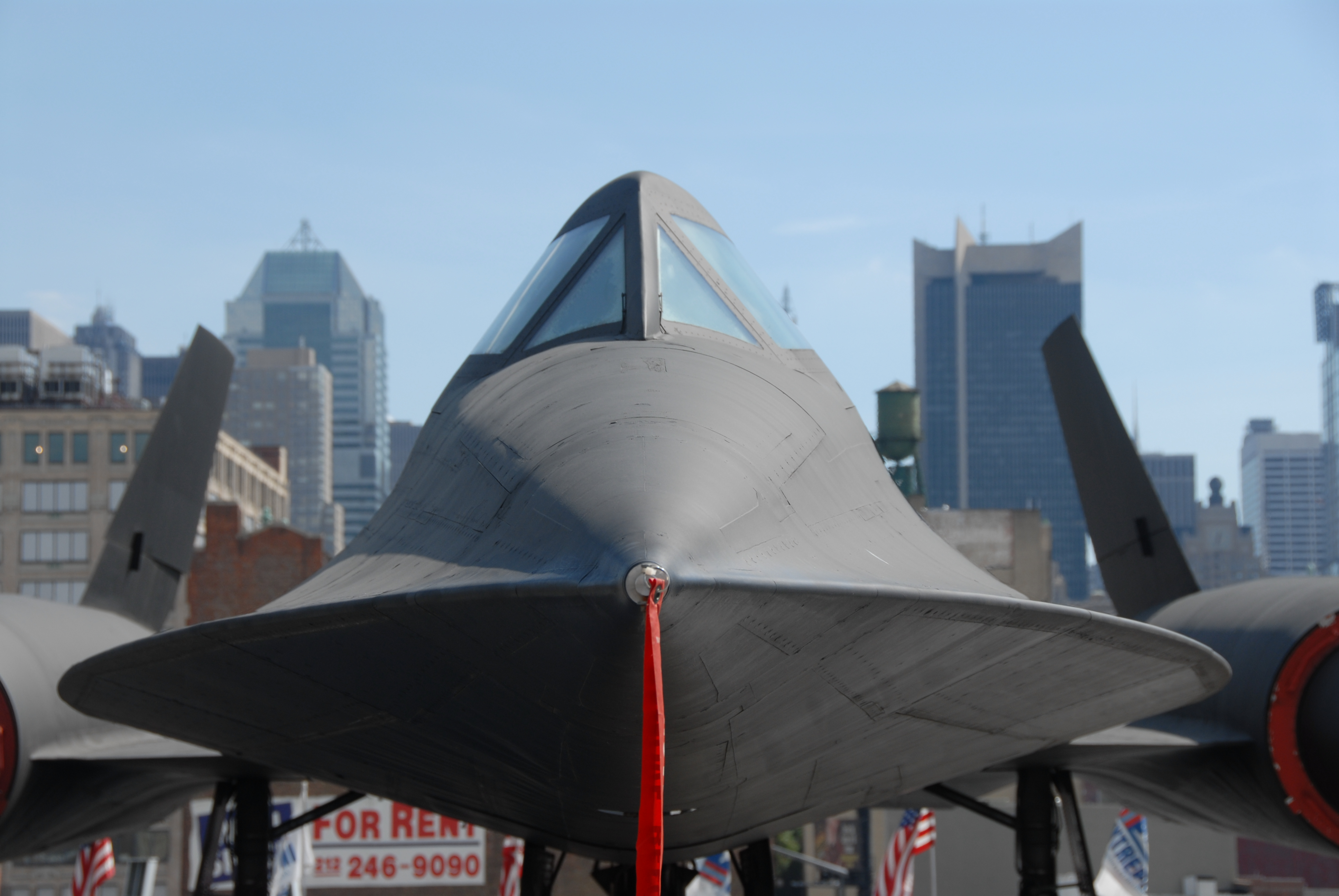
Vue de face de l'A-12 montrant l'avant du corps en forme de bouchains.

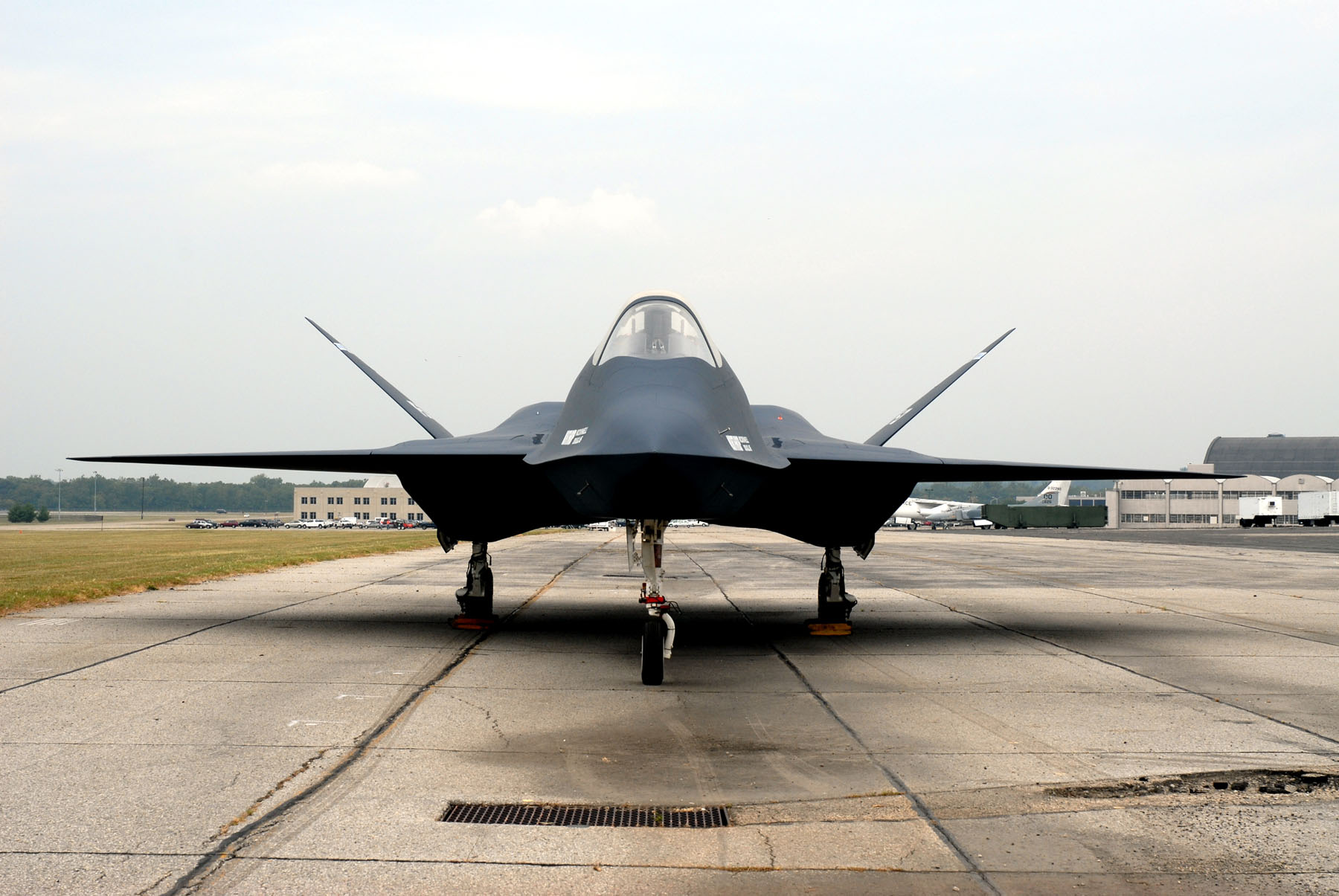
Bouchains visibles sur le Northrop YF-23.

En aéronautique, un bouchain est une transition nette dans le profil du fuselage ou d’un corps similaire, à l'instar du changement anguleux dans le profil de la coque d’un bateau. Sur un hydravion ou un avion à flotteurs, le bouchain est la ligne où le fond rejoint la paroi latérale.
Sur certains avions supersoniques, un bouchain s’étend latéralement à partir du fuselage, avec un bord vif qui se fond dans l’emplanture de l’aile. Le reste de l’article traite de ce type de bouchain utilisé pour des raisons aérodynamiques.

## Configuration
En termes aérodynamiques, un bouchain peut agir comme un prolongement du pied de l’aile le long du fuselage. Ce type de bouchains est apparu pour la première fois sur le Lockheed A-12, précurseur du SR-71 Blackbird, où ils s’étendaient vers l’avant depuis les emplantures d’ailes le long des flancs du fuselage, dans lesquels ils se fondaient.
Le Lockheed Martin F-22 Raptor possède également des bouchains le long de la section avant de son fuselage, alignés avec les entrées d’air de ses moteurs. Les petites surfaces horizontales situées entre l’emplanture de l’aile avant et l’entrée d’air sont quant à elles généralement appelées bord d’attaque proéminent ou extension de bord d’attaque (LERX ou LEX en anglais).

## Effets des bouchains avant
Des bouchains de grande taille sur l’avant du fuselage peuvent avoir un impact significatif sur la portance, la traînée, l’équilibre longitudinal et la stabilité directionnelle d’un aéronef.

### Effets à haute vitesse (Mach élevé)
Les bouchains des appareils de la série Lockheed Blackbird s’étendent sur environ 40 % de la longueur de l’avion et contribuent à une portance additionnelle utile à vitesse supersonique. On peut considérer que les bouchains renforcent la portance générée par l’avant du fuselage, en agissant comme une surface de type canard à faible allongement. Afin d’amplifier encore cette contribution, la section avant du fuselage est inclinée avec une incidence positive par rapport à l’aile.
La portance produite par les bouchains augmente avec le carré du nombre de Mach, ce qui permet de compenser le recul du centre de portance de l’aile principale en régime supersonique. Si une aile delta sans empennage est équilibrée pour un vol subsonique sûr, elle subit à haute vitesse un excès de traînée de compensation en tangage et devient trop stable, ce qui nuit à sa manœuvrabilité. L’effet déstabilisant des bouchains situés à l’avant intervient alors de manière bénéfique, précisément là où cela est le plus nécessaire, à vitesse supersonique.

### Effet à basse vitesse
Les bouchains avant agissent également comme des extensions d’emplanture d’aile (LERX) à basse vitesse et à angle d’attaque élevé, en générant un écoulement tourbillonnaire au-dessus de l’aile intérieure. Ce flux stabilise l’écoulement de l’air, en augmente localement la vitesse, ce qui retarde le décrochage et fournit une portance supplémentaire.

### Effet directionnel
Les bouchains améliorent aussi la stabilité directionnelle en réduisant les effets défavorables du vent de travers ou du lacet sur la partie avant du fuselage. Contrairement à un fuselage classique, les bouchains permettent à l’écoulement transversal de suivre leur profil sans séparation brutale ni stagnation, réduisant ainsi les forces latérales. Cet effet devient plus marqué à haute vitesse, ce qui permet de réduire la taille des stabilisateurs verticaux (dérives). Le YF-12A ne possédait pas la partie avant des bouchains présente sur le SR-71, ce qui nécessitait des surfaces verticales supplémentaires.

### Effet latéral
L’amélioration de l’écoulement transversal grâce aux bouchains a également un impact positif sur les caractéristiques latérales, en réduisant le roulis induit par le lacet, notamment lors des phases de décollage et d’atterrissage des avions à aile delta. Cela permet de limiter le couplage roulis-lacet et les tendances au lacet hollandais (Dutch roll). Cependant, certaines configurations ont montré que les bouchains pouvaient aussi nuire à la stabilité latérale en provoquant une rupture asymétrique brutale des tourbillons.

### Effet furtif
Le fait de fondre les bouchains à la fois dans le fuselage et dans la voilure principale permet d’éviter la formation de réflecteurs en coin ou de surfaces verticales réfléchissantes face aux radars. Cette approche a conduit plusieurs avions de chasse de cinquième génération à remplacer les surfaces de type canard, peu compatibles avec la furtivité radar, par des bouchains, qui génèrent également une portance tourbillonnaire au-dessus des ailes principales. Une exception notable est le Chengdu J-20, dont les plans canards sont alignés avec les bouchains.